# Midway (comtat de Gadsden)
Midway és una població del Comtat de Gadsden (Florida) als Estats Units d'Amèrica.

## Demografia
Segons el cens del 2000 Midway tenia 1.446 habitants., 481 habitatges, i 368 famílies. La densitat de població era de 145,8 habitants/km².
Per edats la població es repartia de la següent manera: un 33,4% tenia menys de 18 anys, un 11,3% entre 18 i 24, un 26,6% entre 25 i 44, un 20,4% de 45 a 60 i un 8,3% 65 anys o més.
L'edat mediana era de 29 anys. Per cada 100 dones de 18 o més anys hi havia 81,7 homes.
La renda mediana per habitatge era de 24.875 $ i la renda mediana per família de 26.389 $. Els homes tenien una renda mediana de 21.650 $ mentre que les dones 17.500 $. La renda per capita de la població era d'11.287 $. Entorn del 26,2% de les famílies i el 31,3% de la població estaven per davall del llindar de pobresa.